# Crudia scortechinii
Crudia scortechinii är en ärtväxtart som beskrevs av David Prain. Crudia scortechinii ingår i släktet Crudia, och familjen ärtväxter. IUCN kategoriserar arten globalt som sårbar. Inga underarter finns listade i Catalogue of Life.